# Кипарис калифорнийский
Кипари́с калифорни́йский, или кипарис Говена (лат. Cupréssus goveniána), — хвойное растение из рода Кипарис (Cupressus) семейства Кипарисовые (Cupressaceae). Известно из нескольких изолированных популяций близ побережья Калифорнии.

## Ботаническое описание
Кустарник или небольшое дерево, редко превышающее 10 м, но при определённых условиях достигающее 50 м в высоту. Известно несколько популяций плодоносящих растений всего 20 см в высоту, произрастающих на песчаных дюнах. Крона при достаточном развитии шаровидная или колоннообразная, умеренно густая. Кора ствола гладкая или неправильно трескающаяся. Ветви переплетающиеся.
Хвоинки без сизоватого налёта, без смоловыделяющей железы.
Мужские шишки 3—4×1,5—2 мм. Женские шишки 1—3 см длиной, округлые, серовато-коричневые, с 3—5 парами чешуек. Семена 3—5 мм длиной, тёмно-коричневые или чёрные, у abramsiana сизоватые.

## Ареал

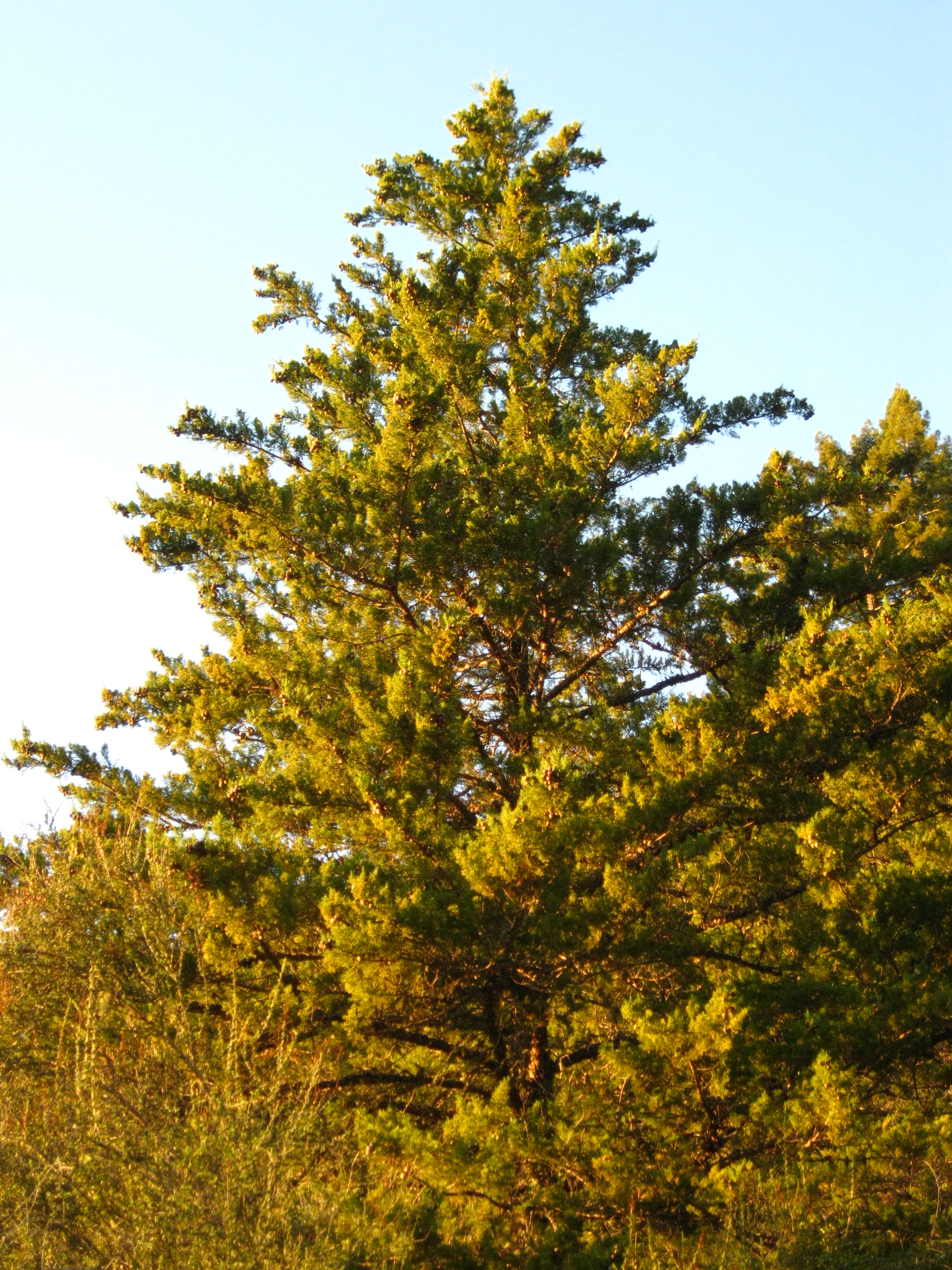

Кипарис калифорнийский — эндемик штата Калифорния. Известен на территории округов Мендосино, Сонома, Санта-Круз, Сан-Матео и Монтерей.
Типовая разновидность известна только из округа Монтерей (Ботанический резерват Морса и Парк штата Пойнт-Лобос). Разновидность abramsiana встречается в горах Санта-Крус. Разновидность pigmaea произрастает только в округе Мендосино.
Встречается в регионах со средиземноморским климатом, на высоте от уровня моря до 1200 м над ним. Обычные породы-спутники — Pinus attenuata, Pinus contorta, Pinus muricata, Pinus ponderosa, Pinus radiata, Pseudotsuga menziesii, Arctostaphylos spp., Rhododendron spp.

### Охранный статус
Общая численность взрослых экземпляров кипариса — менее 2300 растений (не считая плодоносящие карликовые кусты на песчаных дюнах в Мендосино), из которых только 300 — представители разновидности abramsiana. Некоторые популяции кипариса произрастают на охраняемых территориях, самая крупная популяция Cupressus goveniana var. abramsiana частично находится на территории экологического резервата Бонни-Дун.
Основную угрозу для существования вида представляют урбанизация, сельскохозяйственная деятельность человека, почвенная эрозия, а также меры по предотвращению лесных пожаров, необходимых для раскрытия зрелых шишек и выбрасывания из них семян кипариса. Из-за невозможности распространения семян кипарис калифорнийский вытесняется соснами.
В 1972 году на территории округа Монтерей для охраны популяции кипариса калифорнийского был основан Ботанический резерват имени С. Ф. Б. Морса.

## Значение
В 1848 году кипарис интродуцирован в Великобританию Карлом Теодором Хартвегом. Там это растение зимовало плохо, его выращивание в Северной Европе оказалось малоуспешным. В садах и парках Южной Европы кипарис калифорнийский выращивается довольно часто, создано несколько сортов с его участием.

## Таксономия

### Название и история описания
Кипарис калифорнийский был впервые описан в 1849 году британским ботаником Джорджем Гордоном по образцам, привезённым Хартвегом. Гордон назвал его Cupressus goveniana в честь секретаря Лондонского садоводческого общества Джеймса Роберта Гоуэна (James Robert Gowen).

### Разновидности
- Cupressus goveniana var. abramsiana (C.B.Wolf) Little, 1970
- Cupressus goveniana var. goveniana
- Cupressus goveniana var. pigmaea Lemmon, 1895

### Синонимы
- Callitropsis abramsiana (C.B.Wolf) D.P.Little, 2006
- Callitropsis goveniana (Gordon) D.P.Little, 2006
- Cupressus abramsiana C.B.Wolf, 1948
- Cupressus abramsiana subsp. butanoensis Silba, 2003
- Cupressus abramsiana subsp. locatellii Silba, 2003
- Cupressus abramsiana subsp. neolomondensis Silba, 2003
- Cupressus abramsiana subsp. opleri Silba, 2003
- Cupressus aromatica Gordon, 1858
- Cupressus attenuata Gordon, 1858
- Cupressus bourgeauii Gordon, 1875
- Cupressus californica Carrière, 1855
- Cupressus cornuta Carrière, 1866
- Cupressus goveniana subsp. abramsiana (C.B.Wolf) A.E.Murray, 1982
- Cupressus goveniana subsp. gibsonensis Silba, 2003
- Cupressus goveniana subsp. pigmaea (Lemmon) Bartel, 1991
- Cupressus pigmaea (Lemmon) Sarg., 1901
- Cupressus silbae B.Huang bis, 2008
- Hesperocyparis abramsiana (C.B.Wolf) Bartel, 2009
- Hesperocyparis abramsiana var. butanoensis (Silba) Bartel & R.P.Adams, 2009
- Hesperocyparis goveniana (Gordon) Bartel, 2009
- Hesperocyparis pigmaea (Lemmon) Bartel, 2009
- Juniperus aromatica Carrière, 1855
- Neocupressus goveniana (Gordon) de Laub., 2009
- Neocupressus goveniana var. abramsiana (C.B.Wolf) de Laub., 2009